# Nicolaas Geelvinck
Nicolaas Geelvinck (3 juin 1732, Amsterdam - 7 décembre 1787, La Haye), fils de Nicolaes Geelvinck (en), seigneur de Stabroek, fut président de la Compagnie néerlandaise des Indes occidentales en 1784.